# Losung (Nürnberg)
Losung wurde die Bürgersteuer der Reichsstadt Nürnberg genannt. Die Losungsstube, später Losungsamt genannt, verwaltete die städtischen Einnahmen. Ihr Vorsteher war der als oberster Regent der Stadt wirkende Vorderste Losunger. (Siehe auch: Geschichte der Stadt Nürnberg.)

## Erhebung der Losung
Nach einem Ratserlass zur Erhebung der Losung wurden in der Losungsstube die Losungslisten erstellt, die alle steuerpflichtigen Bürger aufführten. Diese Bürger wurden dann zu einem Losungseid aufgefordert, bei dem sie schwören mussten, dass sie „die Losung gewissenhaft ausrechnen und entrichten wollen“.
Der Losung unterlagen unterschiedliche Einkommensarten, nicht jedoch der Bestand an Gold, Silber, Hausrat und Kleidung. Für die unterschiedlichen Einkommens- und Vermögensarten galten verschiedene Losungssätze. Um das Vermögen der Bürger nicht öffentlich zu machen, hatte jeder sein Vermögen selbst einzuschätzen und seine abzuführende Losung zu ermitteln. Danach musste er die üblichen Gold- und Silbermünzen gegen Losungsmünzen aus Kupfer und Messing, auch Losungssymbole genannt, entsprechend der fälligen Losung eintauschen.
Danach erschien jeder Bürger im festgelegten Zeitraum in der Losungsstube, um verdeckt vor einem Losungsschreiber oder einem Losunger seine Losung einzuwerfen. Diese bestätigten dem Steuerpflichtigen mit einem Schein, dass er die Losung für dieses Jahr abgeführt hatte.

## Geschichte
Einige Quellen behaupten, dass im Jahre 1306 einige Gesetze und Regelungen, darunter die zur Losung, in Nürnberg von der Republik Venedig übernommen wurden. In der Nachricht von der Losung von 1787 wurde dies aber als „unhistorische Unrichtigkeit“ zurückgewiesen. Die älteste bekannte Sebalder Losungsliste stammt aus dem Jahre 1392.
Anfangs wurde die Losung nur zur Finanzierung besonderer Aufgaben erhoben, dann alle zwei bis drei Jahre und ab dem 16. Jahrhundert in der Regel jährlich.
Am 15. September 1806 übergab das französische Heer Nürnberg an Bayern. Damit wurde auch das städtische Steuersystem entsprechend neu geregelt.

## Losunger

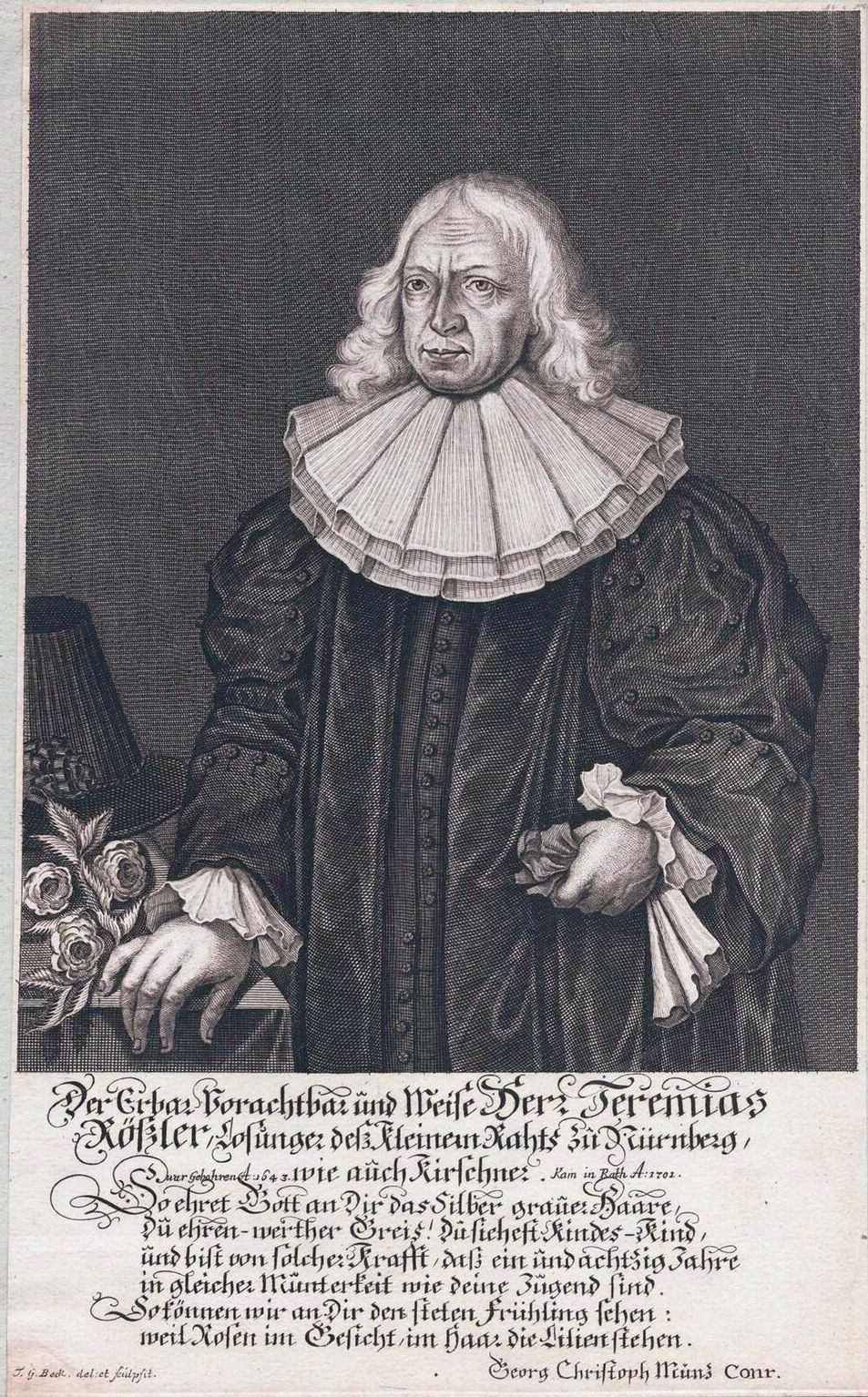
Kürschner Jeremias Rößler, Losunger des Kleinen Raths (um 1710)

Vorderster Losunger war das höchste öffentliche Amt in der Reichsstadt Nürnberg. Er hatte die Kontrolle über die städtischen Finanzen.
Das Septemvirale bestand aus sieben Personen und war die eigentliche Regierung der Stadt. Dieser auch Kollegium der Älteren Herren genannte Ausschuss wurde aus den Reihen der Alten Bürgermeister bestimmt. Das Septemvirale seinerseits ernannte aus seinen Mitgliedern die Obersten Hauptleute. Der erste Hauptmann war der Vorderste Losunger, sein Stellvertreter der Jüngere Losunger. Verstarb der Vorderste Losunger, folgte ihm der Jüngere Losunger nach und der 3. Hauptmann wurde zum Jüngeren Losunger. Ein Losunger musste beim Amtsantritt einen Eid auf das Steuergeheimnis ablegen. Von dem Nürnberger Patrizier Ruprecht Haller, der ab 1474 einer der zwei Losunger war, ist eine im Ratsarchiv eingetragene Ordnung des Ein- und Ausreitens Kaiser Friedrichs III. im Jahr 1485 überliefert. 
Per Ratsbeschluss wurden am 22. April 1617 das Amt des Reichsschultheißen und das des Losungers zusammengelegt. Diese Personalunion bestand aber schon seit der Wahl Andreas’ I. Imhoff zum Reichsschultheiß 1571.
Seit der Verfassungsreform von 1794 hatte der Größere Rat ein Zustimmungsrecht, auch in finanziellen Fragen der Stadt.